# Grab des Romeo

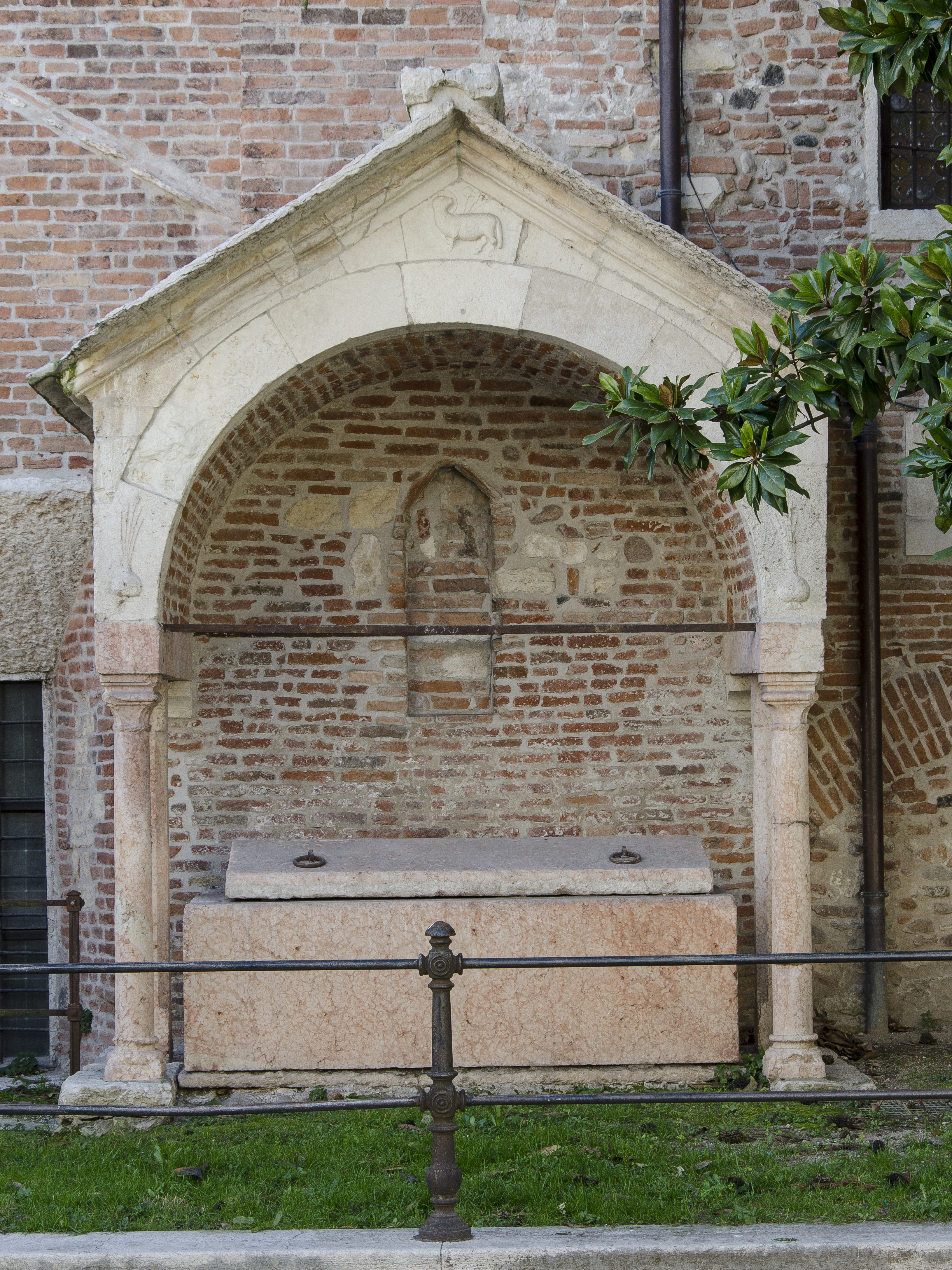
Verwendeter Sarkophag an der Außenfassade der Kirche

Das Grab des Romeo soll die letzte Ruhestätte der männlichen Hauptfigur aus William Shakespeares Romeo und Julia in der Stadt Verona darstellen. Es sollte neben dem Grab der Julia, dem Haus der Julia, sowie dem Haus des Romeo die Sehenswürdigkeiten aus dem Liebesdrama komplettieren.
Laut einer Historikerin handele es sich dabei um die wirklich existierende Person Cognola Nogarola.
Das Projekt entstand nach der Veröffentlichung des Films William Shakespeares Romeo + Julia aus dem Jahr 1996, nachdem bereits in den 1930er Jahren nach dem Film Romeo und Julia von 1936 eigens originale Schauplätze, wie der Balkon der Julia, nachgebaut wurden.
Ausgewiesen wurde ein historischer Seitenflügel der San Fermo Maggiore an der westlichen Seite an der Stradone S. Fermo gelegen. Anders als beim Grab der Julia gibt es hier keinen historischen Bezug. Das unbeschriftete und leere Grab stand bereits zuvor schon an dieser Stelle, wird von einem äußeren Seitenschiff mit vier Säulen überdacht und zeigt eiserne Ringe auf dem Deckel. Es stammt vermutlich aus dem 14. Jahrhundert und beherbergte einst ein Familienmitglied der Familie Cipolla.
Vermutlich wählte man diese Stelle, da man hierfür nicht eigens ein Grab erstellen musste, sowie sowieso Restaurierungsarbeiten anstanden.
Anders als beim Grab der Julia blieben große Besuchermassen aus. Zudem beschwerte sich ein Teil der Bevölkerung ein fremdes Grab zweckentfremdet für Kommerz auszunutzen. Auch die Kirche, an welcher das Grab liegt, verweigerte das Aufstellen von entsprechenden Hinweisschildern. Ein auf der anderen Straßenseite aufgestelltes Hinweisschild musste im Jahr 2002 wieder entfernt werden.
Mittlerweile zieht es noch kaum einen Touristen zu der ehemaligen angedachten Sehenswürdigkeit. Nur vereinzelte Einwohner verweisen auf das angebliche Grab und seine Geschichte.